# 格蘭傑 (密蘇里州)
格蘭傑（英語：Granger）是位於美國密蘇里州蘇格蘭縣的村。

## 人口
根據2020年美國人口普查的數據，格蘭傑的面積為0.41平方千米，皆為陸地。當地共有人口24人，而人口密度為每平方千米59人。